# Antarctic Ice Marathon
Der Antarctic Ice Marathon ist derzeit das einzige Marathonrennen auf dem antarktischen Festland.

## Organisation
Die Läufer können zwischen vier verschiedenen Laufbewerben wählen. Zur Auswahl stehen ein 100-km-Ultramarathon, ein Marathonlauf, ein Halbmarathon und ein 1-Meilen-Lauf. Der Antarktic Ice Marathon findet meistens im antarktischen Sommer im November oder Dezember in der Nähe des Ellsworthgebirges statt. Der Marathonkurs liegt auf ca. 700 Metern Höhe, die gefühlten Temperaturen betragen bis zu −20 °C. Die Teilnahmegebühr für 2018 beträgt 16.000 Euro.
Ähnliche Veranstaltungen sind der Nordpolmarathon, der vom gleichen Veranstalter, der Polar Running Adventures, ausgerichtet wird und der Antarctica Marathon, der auf der King George Island ausgetragen wird.

## Siegerliste
| Jahr      | Marathon Männer            | Marathon Frauen          | 100-Kilometer Männer      | 100-Kilometer Frauen  |
| --------- | -------------------------- | ------------------------ | ------------------------- | --------------------- |
| Jan. 2017 | Frank Johansen (DEN)       | Kelly McLay (USA)        | Kurt Alderweireldt (BEL)  | Jennifer Cheung (HKG) |
| Jan. 2016 | Gary Thornton (IRL)        | Joanna Medras (POL)      | Griff Griffith (USA)      | Angela Chong (SIN)    |
| 2015      | Paul Webb (GBR)            | Silvana Camelio (CHI)    | Keith White (IRL)         | –                     |
| 2014      | Marc De Keyser -2- (BEL)   | Frédérique Laurent (FRA) | Chen Penbin (CHN)         | Adriana Istrate (ROM) |
| 2013      | Petr Vabroušek (CZE)       | Fiona Oakes (UK)         | Petr Vabroušek (CZE)      | Audrey McIntosh (SCO) |
| 2012      | Andrew Murray (UK)         | Demelza Farr (AUS)       | Marc De Keyser -2- (BEL)  | Julianne Young (AUS)  |
| 2011      | Clément Thévenet (FRA)     | Yvonne Brown (UK)        | Clément Thévenet (FRA)    | –                     |
| 2010      | Bernardo Fonseca (BRA)     | Clare Apps (UK)          | Bernardo Fonseca (BRA)    | Clare Apps (UK)       |
| 2009      | Jason Wolfe (USA)          | Richelle Turner (AUS)    | Richard Donovan -3- (IRL) | –                     |
| 2008      | Miles Cudmore (UK)         | Kirsi Montonen (FIN)     | Marc De Keyser (BEL)      | Pushpa Chandra (CAN)  |
| 2007      | Marc De Keyser (BEL)       | –                        | Christian Schiester (AUT) | Susan Holliday (UK)   |
| Dez. 2006 | Henri Alain d’Andria (FRA) | Noelle Sheridan (USA)    | Richard Donovan -2- (IRL) | –                     |
| 2005      | Evgeniy Gorkov (RUS)       | Wendy Mackinnon (UK)     | Richard Donovan (IRL)     | –                     |

## Besondere Leistungen
Bisher haben es nur zwei Läufer geschafft im selben Jahr sowohl den Marathon-, als auch dem 100-Kilometer-Lauf zu gewinnen: Clément Thévenet im Jahr 2011 und Petr Vabroušek im Jahr 2013. Der Tscheche Vabroušek hat dabei beide Streckenrekorde einstellen können: 3:34.47 bzw. 11:21.46.

## Medienberichterstattung
- Eis-Laufen: Marathonspaß in der Antarktis und am Nordpol Manager Magazin
- Runners bundle up for Antarctic Ice Marathon NBC News
- Antarctic Ice Marathon runner: you need to be a little bit crazy The Telegraph